# Archivo Histórico Provincial de Huelva
El Archivo Histórico Provincial de Huelva (AHPH) es un archivo español de titularidad estatal y gestión autonómica, que recoge, organiza, conserva y difunde la documentación generada por organismos públicos, así como personas, empresas e instituciones privadas, de la provincia de Huelva.

## Historia
Los Archivos Históricos Provinciales se crean por Decreto de 12 de noviembre de 1931, pero el proyecto onubense no llegó a ejecutarse hasta 1969. Oficialmente fue creado mediante la Orden publicada en el B.O.E. nº 164, de 10 de julio de 1974 y fue ubicado en la Casa de la Cultura de Huelva hasta que en 1987 se ordenó el traslado a las instalaciones del Museo de Huelva. En 1996 fue trasladado a una sede de la Junta de Andalucía en la Avenida Adoratrices.

## Titularidad y gestión
La gestión del Centro, de titularidad estatal, corresponde a la Comunidad Autónoma de Andalucía, en virtud del Real Decreto 864/1984, de 29 de febrero. Los convenios entre el Ministerio de Cultura y la Comunidad Autónoma de 18 de octubre de 1984 (BOE 18 de enero de 1985) y de 23 de mayo de 1994 (BOE de 2 de junio de 1994) establecieron la forma de llevar a cabo dicha gestión.

## Organización

### Sede del Archivo
El AHPH carece hasta ahora de edificio propio y su ubicación ha ido rotando entre diferentes instalaciones en el centro de la ciudad desde el mismo momento en que fue creado. Está proyectada, y en ejecución paralizada, la obra de un edificio propio en la Avenida Andalucía de la ciudad.

### Fondos y colecciones
En el Archivo Histórico Provincial se custodia la documentación generada, en el ámbito provincial, por la Administración Central y Autonómica, la Administración de Justicia y los Protocolos Notariales centenarios. Existe la posibilidad de que la Administración Local y los particulares depositen sus documentos en estos archivos mediante convenio con la Consejería de Cultura. Dispone también de una sección dedicada a la actividad minera de la provincia, con fondos documentales sobre los yacimientos, las actividades y empresas mineras, etc.